# 스즈키 유이토
스즈키 유이토(일본어: 鈴木 唯人, 2001년 10월 25일 ~ )는 일본의 축구 선수이다.

## 구단 경력
그는 2020년 J1리그의 시미즈 에스펄스에 입단했다. 2022년후 J2리그에 강등했다. 2023년 브뢴뷔 IF로 이적했다.

## 국가대표팀 경력
그는 2022년 AFC U-23 아시안컵에 참가할 일본 U-23 국가대표팀에 발탁되었다.
2024년 FIFA 월드컵 예선에 참가할 일본 국가대표팀에 발탁되었으며, 6월 6일 미얀마와의 경기에서 데뷔했다.

## 통계
| 일본 | 일본 | 일본 |
| 연도 | 출전 | 득점 |
| ---- | ---- | ---- |
| 2024 | 1    | 0    |
| 통산 | 1    | 0    |